# Севернокентска равнина
Севернокентската равнина (на английски: North Kent Plain) е равнина в югоизточна Англия, заемаща площ от 848 квадратни километра в графствата Кент и Голям Лондон, част от Лондонския басейн.
Образува тясна ивица между Северните възвишения на юг, низините около устието на Темза на северозапад и Северно море на североизток и изток. Областта е традиционен район с активно земеделие, главно производство на зърнени култури. Най-големи градове са Кентърбъри и Рочестър, а западните части попадат в агломерацията на Лондон.